# Švábov
Švábov (en allemand : Schwabau) est une commune du district de Jihlava, dans la région de Vysočina, en République tchèque. Sa population s'élevait à 90 habitants en 2024.

## Géographie
Švábov se trouve à 3 km au sud-est de Horní Cerekev, à 10 km à l'ouest-nord-ouest de Třešť, à 20 km au sud-ouest de Jihlava et à 109 km au sud-est de Prague.
La commune est limitée par Horní Cerekev à l'ouest et au nord, et par Batelov à l'est et au sud.

## Histoire
La première mention écrite de la localité date de 1534. Du 1er juin 1989 au 31 décembre 1992, Švábov était rattachée à la commune de Batelov ; depuis le 1er janvier 1993, elle forme à nouveau une commune distincte.